# Resolució 2410 del Consell de Seguretat de les Nacions Unides
La Resolució 2410 del Consell de Seguretat de les Nacions Unides fou adoptada el 10 d'abril de 2018. El Consell va acordar estendre el mandat de la Missió de les Nacions Unides per al Suport de la Justícia a Haití (MINUJUSTH) fins al 15 d'abril de 2010, al mateix temps que va establir una disminució escalonada en el seu personal uniformat, aleshores de 7 unitats policials i 295 agents de policia fins al 15 d'octubre de 2018, que s'ajustaria fins a cinc unitats entre aquesta data i el 15 d'abril de 2019 i que mantindria els 295 agents fins al 15 d'abril de 2019. També va sol·licitar avaluacions periòdiques del Secretari General.
La resolució fou aprovada amb 13 vots a favor i cap en contra amb dues abstencions de la Xina i la Federació Rússa. El representant rus va lamentar la referència al Capítol VII de la Carta que estipulava l'aplicació de sancions i l'ús de la força armada. El representant xinès va manifestar que el mandat de la missió hauria de ser clar i explícit i evitar centrar-se massa en els drets humans.